# Avlyssningen
Avlyssningen (originaltitel: The Conversation) är en amerikansk drama-thrillerfilm från 1974 i regi av Francis Ford Coppola.

## Handling
Harry och Stan är professionella avlyssnare på uppdrag i sin skåpbil.

## Om filmen
Coppola gjorde samma år Gudfadern II, och till Avlyssningen engagerade han John Cazale som tillsammans med Gene Hackman spelar två avlyssnare. Filmen tilldelades Guldpalmen vid filmfestivalen i Cannes 1974. Avlyssningen har visats i SVT, bland annat 1981, 1987, 1998, 2015 och 2023.

## Roller i urval
- Gene Hackman – Harry Caul
- John Cazale – Stan
- Allen Garfield – William P. "Bernie" Moran
- Frederic Forrest – Mark
- Cindy Williams – Ann
- Michael Higgins – Paul
- Elizabeth MacRae – Meredith
- Teri Garr – Amy Fredericks
- Harrison Ford – Martin Stett